# سیارک ۱۲۱۴۴
سیارک ۱۲۱۴۴ (به انگلیسی: 12144 Einhart، نامگذاری:4661P-L)۱۲۱۴۴مین سیارک کشف شده‌است که در ۲۴ سپتامبر ۱۹۶۰ کشف شد.